# Emile Degelin
Emile Degelin (Diest, 16 de julio de 1926 – Leuven, 20 de mayo de 2017) fue un director de cine y novelista belga, el director de Si le vent te fait peur Su película Leven en dood op het land entró en la sección oficial del Festival Internacional de Cine de Berlín de 1963. Por otro lado, su película Palaver fue exhibida en la sección oficial del Festival Internacional de Cine de Moscú. Su película póstuma, De ooggetuige, ganó el Premio del Público en el Festival Internacional de Cine de Gante en 1995.
Ha sido considerado como uno de los pioneros y fundadores del cine belga. Degelin murió el 20 de mayo de 2017 en su domicilio en Kessel-Lo, un barrio de Leuven.

## Filmografía destacada
- Préhistoire du cinéma (1959)
- Si le vent te fait peur (If the Wind Frightens You) (1960)
- Sirènes (1961)
- La Mort du paysan (1963)
- Life and Death in Flanders (1963)
- Palaver (film) (1969)